# Исаков, Сра
Сра Исаков (кирг. Сира Исаков, род. 1926 год) — старший чабан совхоза «Катта-Талдык» Кара-Сууского района Ошской области, Киргизская ССР. Герой Социалистического Труда (1957).

## Биография
Трудовую деятельность начал в 1943 году рядовым работником Фрунзенского сельскохозяйственного кооператива.
С 1954 года — старший пастух овцеводческого совхоза «Катта-Талдык» Кара-Сууского района. Член КПСС с 1959 года.
Добился выдающихся трудовых достижений в овцеводстве. В 1954—1957 годах выращивал в среднем по 115—116 ягнят от каждой сотни овцематок и настригал в среднем по 4,9 килограмм шерсти с каждой овцы. Указом Президиума Верховного Совета СССР от 15 февраля 1957 года удостоен звания Героя Социалистического Труда с вручением Ордена Ленина и золотой медали Серп и Молот.
С 1986 года - персональный пенсионер союзного значения.